# Astacidea
Astacidea (лат.) — инфраотряд десятиногих раков (Decapoda). Включают как морских, так и пресноводных представителей, в том числе омаров и речных раков. Распространены по всему миру кроме африканского континента и некоторых частей Азии.

## Описание
Отличаются хорошо развитым брюшком, его длина почти равна головогруди. На конце брюшка расположен хорошо развитый хвостовой плавник. Плеоподы (5 пар) редуцированы.

## Классификация
На декабрь 2021 года в инфраотряд включают следующие семейства:
- Надсемейство Astacoidea Latreille, 1802
  - Astacidae Latreille, 1802
  - Cambaridae H.H.Jr. Hobbs, 1942
  - Cambaroididae Villalobos, 1955
  - † Cricoidoscelosidae Taylor, Schram & Shen, 1999
- Надсемейство Enoplometopoidea de Saint Laurent, 1988
  - Enoplometopidae de Saint Laurent, 1988
- Надсемейство Nephropoidea Dana, 1852
  - Nephropidae Dana, 1852 — Омары
- Надсемейство Parastacoidea Huxley, 1879
  - Parastacidae Huxley, 1879
- Надсемейство Stenochiroidea Beurlen, 1928
  - Stenochiridae Beurlen, 1928

## Палеонтология
Древнейшие представители инфраотряда известны из отложений кунгурского яруса пермской системы (279,3—272,3 млн лет).